# Rue Joseph-Python
La rue Joseph-Python est une rue située dans le 20e arrondissement de Paris en France, à proximité de la porte de Bagnolet.

## Situation et accès
La rue dans le 20e arrondissement, entre le boulevard des Maréchaux et le boulevard périphérique, à proximité de l'échangeur de la porte de Bagnolet.
Elle forme presque une boucle, que complète au sud la rue Henri-Duvernois.
L'accès à la rue Python se fait par la rue Louis-Lumière. Des accès piétons permettent l'accès à l'avenue de la Porte-de-Bagnolet et à l'avenue Cartellier.

La rue vue de l'accès piéton de l'avenue de la Porte-de-Bagnolet
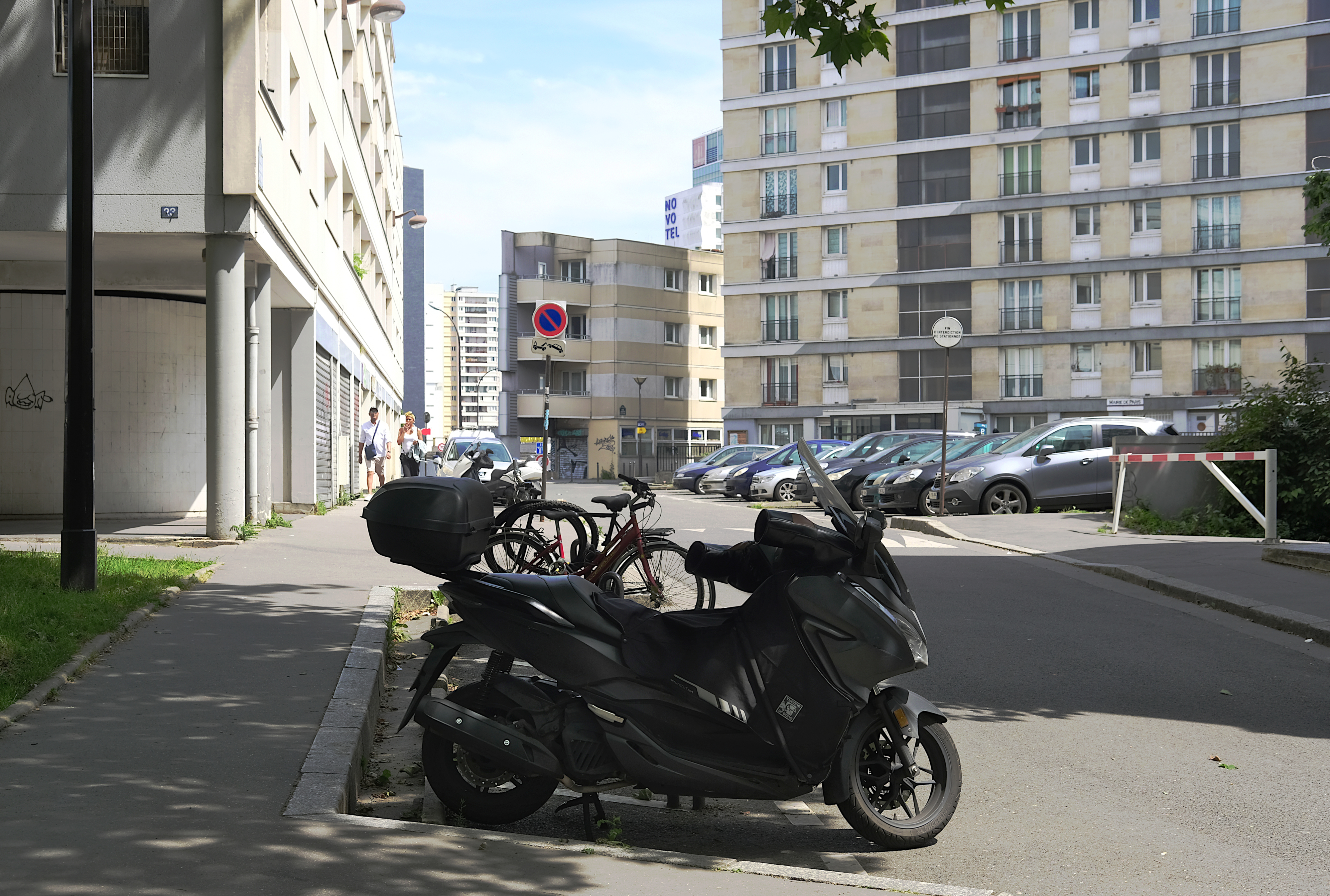
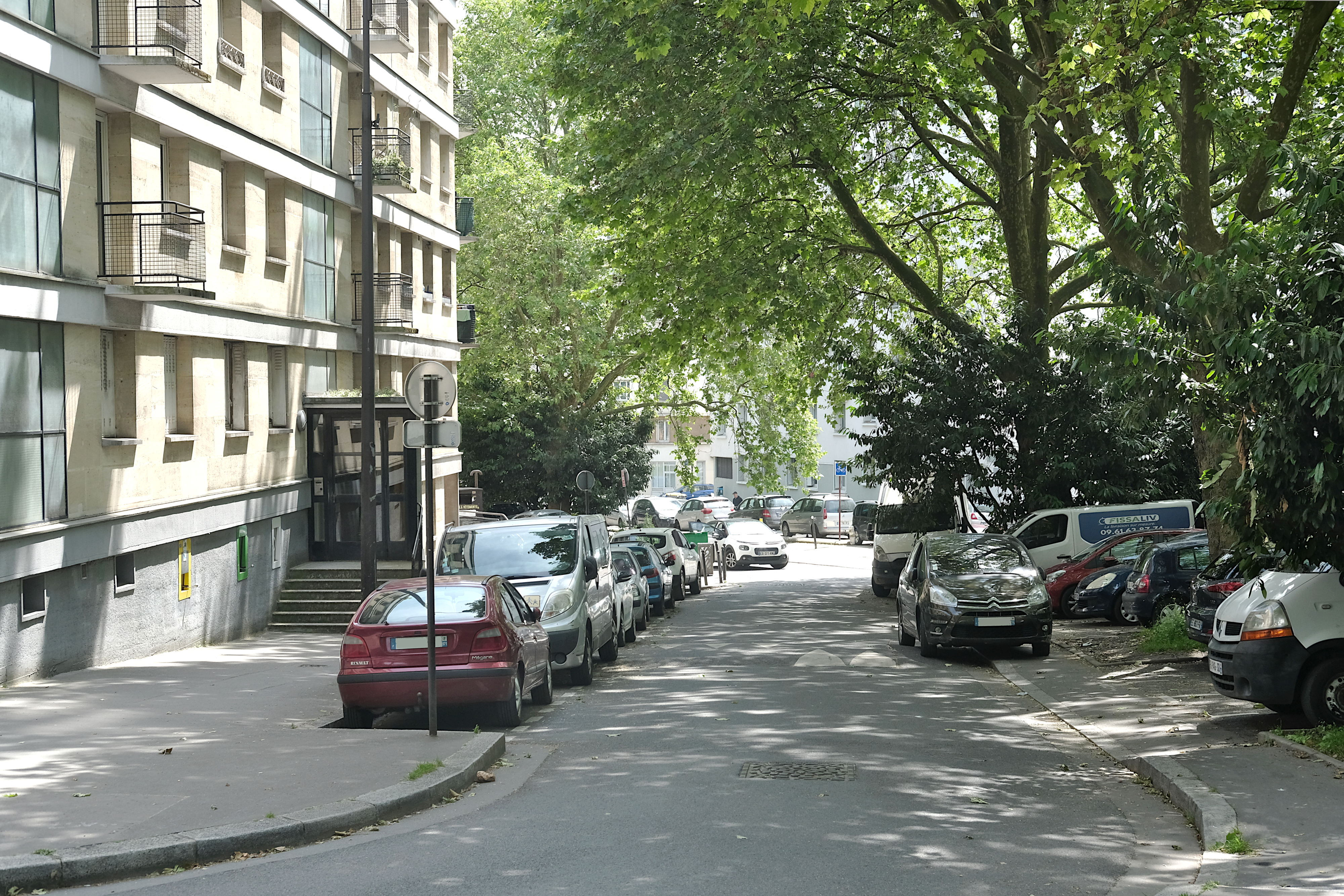

Le quartier est desservi par la ligne 3 à la station Porte de Bagnolet.

## Origine du nom
Elle porte le nom de l'avocat résistant Joseph Python (1883-1944), fusillé par les Allemands durant la Seconde Guerre mondiale ou plus probablement décédé des suites des traitements que lui a infligés la Gestapo en 1943.

## Historique
Cette voie est ouverte par la Régie immobilière de la ville de Paris sous sa dénomination actuelle par un arrêté du 21 mai 1956.

## Bâtiments remarquables et lieux de mémoire
La rue Python dessert principalement la cité Python-Duvernois, une cité HLM de la ville de Paris habitée par plus de 2000 personnes et réputée comme étant le quartier le plus pauvre de la capitale et qui fait l'objet depuis 2020 d'une opération de renouvellement urbain.